# 彰化縣埔鹽鄉民代表會
彰化縣埔鹽鄉民代表會是中華民國彰化縣埔鹽鄉的最高民意機關，位於彰化縣埔鹽鄉好修村中正路192號。
目前為第22屆鄉民代表會，自2022年12月25日就任，當前主席為無黨籍的施春貴，副主席為無黨籍的徐志訓。

## 鄉民代表會職權
- 一．議決鄉規約。
- 二．議決鄉預算。
- 三．議決鄉臨時稅課。
- 四．議決鄉財產之處分。
- 五．議決鄉公所組織自治條例及所屬事業機構組織自治條例。
- 六．議決鄉公所提案事項。
- 七．審議鄉決算報告。
- 八．議決鄉民代表提案事項。
- 九．接受人民請願。
- 十．其他依法律或上級法規、規章賦予之職權。

## 鄉民代表個人之職權
- 一．選舉權：選舉正、副主席之權。
- 二．罷免權：罷免正、副主席之權。
- 三．發言權：議案討論時可發言表示意見之權。
- 四．質詢權：定期大會得向行政單位提出質詢之權。
- 五．提案權：經代表兩人以上連署，得提出議案之權。
- 六．表決權：對議案表示贊成或反對之權。

## 鄉民代表
埔鹽鄉民代表為公民直選，共劃分3個選區，共有11席，第22屆埔鹽鄉民代表任期由2022年12月25日到2026年12月25日止。各區應選鄉民代表人數：
- 第一選區：（4席）
埔鹽、埔南、廍子、出水、南港、打廉、豐澤、崑崙、角樹
- 第二選區：（4席）
瓦磘、好修、西湖、大有、新興、永平、永樂
- 第三選區：（3席）
石埤、天盛、太平、新水、三省、南新

| 選區     | 政黨       | 姓名   | 備註   |
| -------- | ---------- | ------ | ------ |
| 第一選區 | 無黨籍     | 陳慶達 |        |
| 第一選區 | 無黨籍     | 顏錫寬 |        |
| 第一選區 | 無黨籍     | 徐志訓 | 副主席 |
| 第一選區 | 無黨籍     | 陳貴玲 |        |
| 第二選區 | 無黨籍     | 劉姵岑 |        |
| 第二選區 | 無黨籍     | 劉綉梅 |        |
| 第二選區 | 民主進步黨 | 施永欽 |        |
| 第二選區 | 無黨籍     | 李 善  |        |
| 第三選區 | 無黨籍     | 施明坤 |        |
| 第三選區 | 無黨籍     | 施春貴 | 主席   |
| 第三選區 | 無黨籍     | 施燈源 |        |

## 歷屆鄉民代表會正副主席
| 屆次 | 主 席  | 副主席     |
| ---- | ------ | ---------- |
| 1    | 施予滔 | 未設置     |
| 2    | 施予滔 | 未設置     |
| 3    | 陳坤炎 | 未設置     |
| 4    | 顏崇堯 | 未設置     |
| 4    | 施予滔 | 補選主席   |
| 5    | 施予滔 | 未設置     |
| 6    | 翁力   | 陳天火     |
| 7    | 馬文慶 | 陳九進     |
| 8    | 馬文慶 | 陳天火     |
| 9    | 陳天火 | 施榕模     |
| 10   | 陳天火 | 施榕模     |
| 11   | 林坤   | 陳添進     |
| 12   | 施教權 | 施登騰     |
| 13   | 章林   | 施登騰     |
| 14   | 吳益三 | 楊福地     |
| 15   | 謝新呈 | 蔡志峯     |
| 16   | 李文宗 | 林移呈     |
| 17   | 施宗詮 | 李斗       |
| 17   | 顏錫寬 | 補選主席   |
| 17   | 黃錦滄 | 補選主席   |
| 18   | 李斗   | 陳啓宗     |
| 18   | 陳武騰 | 補選主席   |
| 19   | 許文萍 | 陳啓宗     |
| 19   | 施文晢 | 補選副主席 |
| 20   | 許文萍 | 陳武騰     |
| 21   | 陳武騰 | 陳慶達     |
| 21   | 施春貴 | 補選主席   |
| 22   | 施春貴 | 徐志訓     |

## 外部連結
- 埔鹽鄉公所 （页面存档备份，存于）
- 埔鹽鄉民代表會 （页面存档备份，存于）